# Al Masri
Az Al Masri (arabul: النادي المصري للألعاب الرياضية, angolul: al Masry, el Masry, Al Masry SC vagy Masry) az egyiptomi labdarúgó-bajnokságban szereplő csapat. Székhelye Port Szaíd városában található. A klubot 1920-ban alapították. A klub stadionja az Port Szaíd-i stadion, amely 17 988 néző befogadására alkalmas.

## Hazai eredmények

### Szereplések az egyiptomi Husszein szultán-kupában
A Husszein szultánról elnevezett kupa volt az első hivatalosan megrendezett torna Egyiptomban, az egyiptomi labdarúgókupa és a Szuezi-csatornai regionális labdarúgó-bajnokság előtt. A kiírásban külföldi csapatok is részt vehettek. Az Al Masri háromszor nyerte meg az 1917 és 1938 között megrendezett tornát, a következő években:
- 1933-ban, 1934-ben és 1937-ben

### Szereplések a Szuezi-csatornai regionális labdarúgó-bajnokságban
1953-ig, a kairói liga megszűnéséig pedig mindkét bajnokságban szerepelt. Összesen 17 alkalommal nyerte el a bajnoki címet, a következő idényekben:
- 1932-ben, 1933-ban, 1934-ben, 1935-ben, 1936-ban, 1937-ben, 1938-ban, 1939-ben
- 1940-ben, 1941-ben, 1942-ben, 1943-ban, 1944-ben, 1945-ben, 1946-ban, 1947-ben és 1948-ban

### Kupagyőztes
- 1998-ban.

## Lásd még
- Port Szaíd-i stadion-tragédia